# Vincent (песня)
Vincent (Винсент) — песня Дона Маклина из альбома American Pie («Американский пирог»). Была написана как дань уважения Винсенту ван Гогу. Известна вступительной строкой «Starry Starry Night» («Звездная, звездная ночь»), ссылающейся к картине ван Гога «Звёздная ночь» («The Starry Night»). Песня также описывает различные картины, написанные художником.
Маклин написал слова в 1971 году после прочтения книги о жизни художника. Через год песня заняла первое место в британском хит-параде и 12-е в американском.
В 2000 году Государственная служба телевещания США (PBS) показала по телевидению специальный концерт Don McLean: Starry, Starry Night, снятый в городе Остин, штат Техас.

## Трактовка песни

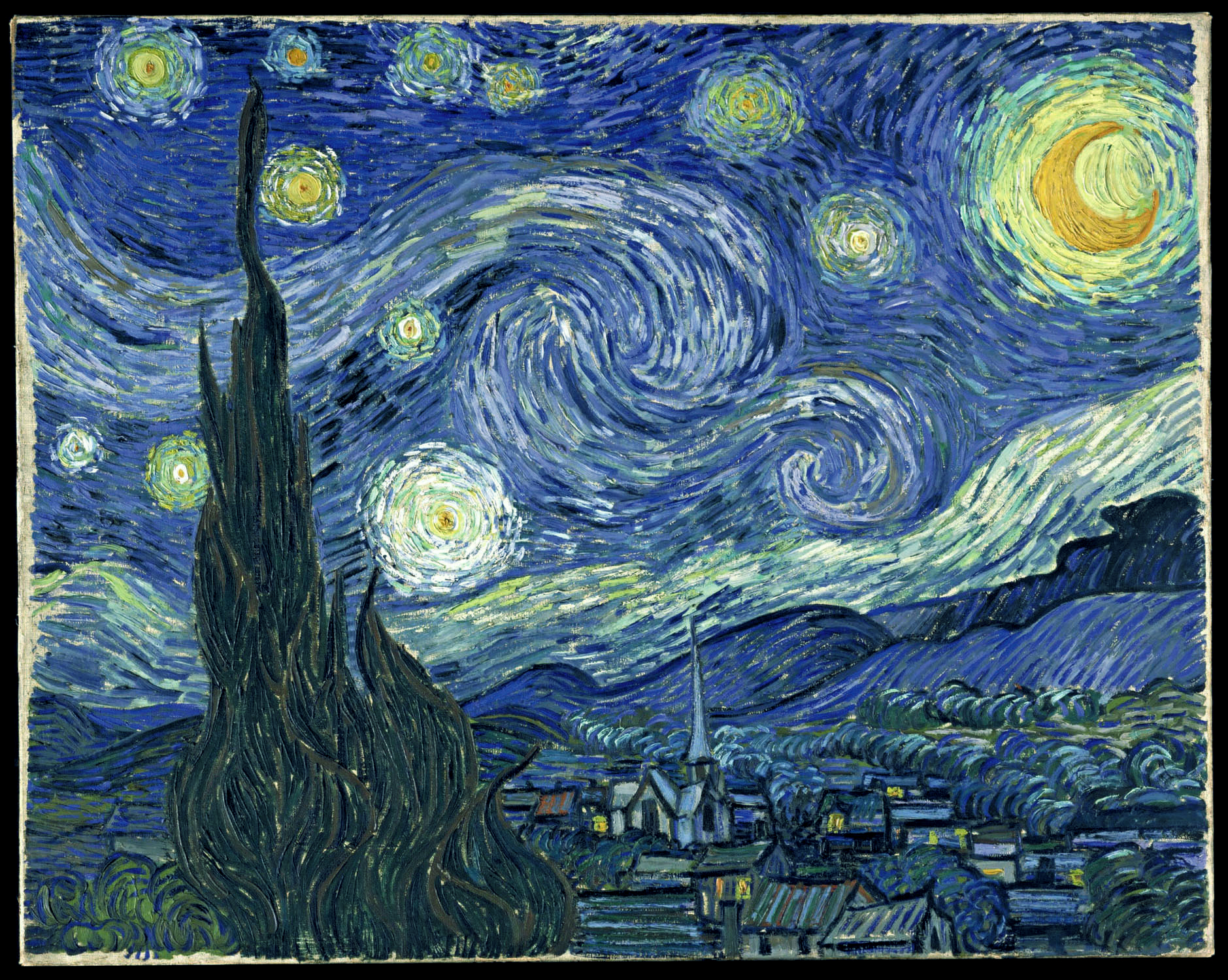
Картина ван Гога «Звездная ночь»

Песня явно выражает искреннее восхищение не только работой ван Гога, но и им самим, как человеком. В словах присутствуют упоминания о его пейзажах, как например в строках «sketch the trees and the daffodils» («сделай набросок деревьев и нарциссов») и «morning fields of amber grain» («утренние поля янтарной пшеницы»), описывающих жёлтую пшеницу — деталь некоторых картин. Также есть некоторые строки, которые могут намекать на автопортреты ван Гога. Так, возможно в словах «weathered faces lined in pain / are soothed beneath the artist’s loving hand» («обветренные лица, покрытые морщинами от страданий, / смягчаются под любящей рукой художника»), Маклин предполагает, что ван Гог мог находить некоторое утешение в создании автопортретов. Также здесь показана самая известная серия работ художника, «Подсолнухи». Строка «Flaming flowers that brightly blaze» («Пылающие цветы так ярко сияют») не только рисует нам яркие оранжевые и желтые цвета, но ещё и создает сильные образы самого солнца, пылающего и сияющего, заключенного в цветах и картине.
В первых двух припевах Маклин отдаёт дань восхищения ван Гогу, размышляя о недостатке внимания к нему: «They would not listen / they did not know how / perhaps they’ll listen now» («Они не хотели слушать, они не могли, / но, возможно, они послушают сейчас»). В последнем припеве Маклин говорит «They would not listen / They’re not listening still / Perhaps they never will» («Они не хотели слушать и по-прежнему не слушают, / и, возможно, никогда не услышат»). Это история ван Гога: его не признавали как художника до его смерти. Слова наводят на мысль, что ван Гог пытался посланием своей работы «сделать [людей] свободными» («set [people] free»). Маклин считает, что это послание всё прояснило для него. Он поёт: «And now I understand what you tried to say to me» («И сейчас я понимаю, что ты пытался мне сказать»). Наверно это одно из возможных пониманий, что вдохновило Маклина на написание песни.
Также считается, что песня описывает трудные отношения ван Гога со своей семьей. Это была богатая семья, которая не признавала его из-за биполярного расстройства («for they could not love you») («ибо они не могли любить тебя») и никогда не понимала его желание помочь бедным. Считается, что ван Гог был убежден, что убив себя, он сможет обратить на себя внимание родителей. Это видно в строке «Perhaps they’ll listen now» («Но, возможно, они послушают сейчас»).
Есть также в песне отсылки на психическое здоровье ван Гога и на его самоубийство. Всю свою жизнь ван Гог страдал психическими расстройствами, в частности депрессией. Он «suffered for [his] sanity» («страдал от своей вменяемости») и в итоге «took [his] life, as lovers often do» («лишил себя жизни, как часто делают влюблённые»).
Другая теория заключается в том, что строки относятся к отношениям ван Гога с Полем Гогеном, с которым у него, как и со многими другими, были сложные отношения. Эти отношения были такими крепкими, что привели ван Гога к мысли, что будет разумно отрезать часть своего левого уха, как знак ухода Гогена из его жизни и сердца. Это привело к тому, что Гоген, у которого тоже были тяжелые приступы депрессии и суицидальные наклонности, отдалился от ван Гога, повергнув уже обеспокоенного художника в шизофреническую депрессию, что теоретически и стало «соломинкой, сломавшей спину верблюду».

## Кавер-версии
- Александр Васильев (группа Сплин) в 2016 году на концертах представил русскоязычный вариант песни.
- Чак Лоэб с женой Кармен Куэста-Лоэб в своём альбоме 2001 года «In A Heartbeat».
- Джош Гробан в дебютном альбоме Josh Groban.
- Тори Амос исполняла эту песню вживую во время концертных туров в различные периоды 2002—2003, 2005 и 2009 годов.
- Джули Эндрюс поет песню в эпизоде The Julie Andrews Hour.
- Джастин Хейворд в своём сольном альбоме Classic Blue совместно с Mike Batt.
- На эту песню была сделана кавер-версия Декланом Гэлбрейтом в его альбоме 2006 года Thank You.
- Брайан Кеннеди спел песню на похоронах Джорджа Беста.
- Панк-группа NOFX выпустила версию этой песни on a rarities and b-sides double album. Она также вышла на компиляции Survival of the Fattest, опубликованной в 1996 году.
- Jane Olivor сделала кавер-версию на своём альбоме 1977 года First Night.
- Группа Spot 1019 выпустила версию песни на своём CD 2002 года In Her Satanic Majesty’s Secret Service Entrance.
- Daniel Selby сделал кавер-версию на своём альбоме 2009 года Another Town, Another Time, Another Face.
- Chyi Yu сделала кавер-версию на своём альбоме 1988 года Whoever Finds This, I Love You.
- Хулио Иглесиас сделал кавер-версию на своём альбоме My Life: The Greatest Hits (диск 1).
- Vonda Shepard для телесериала «Элли Макбил» и альбома своего партнера Heart and Soul.
- Гарт Брукс исполнил акустическую версию этой песни 12 ноября 2007 года на концерте в Канзас-Сити, Миссури.
- Roberto Vecchioni, итальянский автор и исполнитель песен, выпустил итальянскую версию этой песни в своём альбоме 2000 года Canzoni e cicogne.
- Raymond Lam спел на открытии шоу Heart of Greed, а также исполнял некоторые строки вживую.
- David Roth сделал кавер-версию на своём альбоме Pearl Diver.
- Виена Тенг исполнила эту песню в ряде живых выступлений.
- Joanna Wang на своём альбоме «Joanna & ???».
- Sam Hui в своих концертах 2008—2009 годов.
- Damien Leith сделал кавер-версию на своём альбоме 2008 года Catch the Wind: Songs of a Generation.
- Нана Мускури сделала кавер-версию на своём альбоме 2005 года I’ll Remember You.
- Ronan Keating сделал кавер-версию на своём альбоме 2009 года Songs For My Mother.
- Jackie Evancho записала кавер-версию на своём дебютном альбоме Prelude to a Dream в 2009 году.
- Рик Эстли сделал кавер-версию на своём альбоме 2005 года Portrait.
- Группа Fightstar представила свою кавер-версию песни на второй стороне EP A City on Fire, выпущенной 21 декабря 2009 года.
- Японский автор и исполнитель песен Yano Akiko исполнила версию песни для фортепьяно/вокала на своём альбоме «Ongakudo», выпущенном в феврале 2010.